# Горована коморська
Горована коморська (Hypsipetes parvirostris) — вид горобцеподібних птахів родини бюльбюлевих (Pycnonotidae). Ендемік Коморських Островів. Могелійська горована раніше вважалася підвидом коморської горовани.

## Поширення і екологія
Коморські горовани є ендеміками острова Великий Комор. Вони живуть в рівнинних і гірських тропічних лісах.

## Збереження
МСОП класифікує цей вид як вразливий. За оцінками дослідників, популяція коморських горован становить від 2500 до 10000 птахів. Їм загрожує знищення природного середовища.